# Providence (Fernsehserie)
Providence ist eine US-amerikanische Dramaserie, die von Januar 1999 bis Dezember 2002 vom Fernsehnetwork NBC erstausgestrahlt wurde. In Deutschland lief die Serie im Jahr 2000 und 2001 zuerst mittags im Wochenendprogramm von RTL, wurde nach schlechten Quoten aber aus dem Programm genommen und 2003 zu VOX ins Werktagsprogramm abgeschoben. Bisher wurde die fünfte Staffel noch nicht in Deutschland ausgestrahlt.

## Handlung
Im Mittelpunkt steht die Schönheitschirurgin Dr. Sydney Hansen (Melina Kanakaredes). Eine Familienkrise führt sie von Los Angeles zurück in ihre Heimat – nach Providence, Rhode Island. Nach dem Tod ihrer Mutter (Concetta Tomei) beschließt Syd, dort als Allgemeinärztin an einer kleinen Klinik zu praktizieren und sich um ihre Familie zu kümmern. Das sind ihre Schwester Joanie (Paula Cale), die gerade ein Kind bekommen hat, aber keinen Mann hat; ihr Bruder Robbie (Seth Peterson), ein verantwortungsloser Draufgänger und Betrüger, und Syds Vater, Dr. Jim Hansen (Mike Farrell). Dieser ist Tierarzt und betreibt seit vielen Jahren eine kleine Praxis im Keller seines Hauses. Er versteht sich mit seinen meist vierbeinigen Patienten weitaus besser als mit Menschen, besonders, wenn letztere mit ihm verwandt sind.
Die Familie schafft es trotz zahlreicher Probleme immer wieder, sich zusammenzuraufen – nicht zuletzt dank eines unerschütterlichen und sehr direkten Humors. Wenn es allerdings droht, zu chaotisch – oder zu idyllisch – zu werden, schaltet sich immer wieder die resolute verstorbene Mutter ein. Lynda Hansen lässt es sich auch im Jenseits nicht nehmen, sich in alle Familien-Angelegenheiten einzumischen und stets unverblümt ihre Meinung zu sagen. Als hätte Sydney mit ihrem Job und der im Diesseits real existierenden Familie nicht schon genug Ärger, sucht ihre übermächtige Mutter sie immer wieder auch mit zynischen Lebensweisheiten und brüsken Ratschlägen heim.

## Figuren

### Dr. Sydney Hansen
Sydney Hansen hat alles, was man sich nur wünschen kann. Sie wohnt in Beverly Hills, einem luxuriösen Stadtteil von Los Angeles. In ihrem Job ist sie sehr erfolgreich, sie ist vermögend, sieht gut aus und hat Sinn für Humor. Mit dem nötigen Talent und einer großen Portion Ehrgeiz hat sie sich in der Welt der Reichen und Schönen einen Namen gemacht. Doch nach unzähligen Schönheitsoperationen zieht Syd einen Schlussstrich unter ihr Leben in L.A. Ihr Wunsch nach einem stressfreien Dasein, eine gescheiterte Beziehung und der plötzliche Tod ihrer Mutter waren der Auslöser, wieder zu ihrer Familie nach Providence zurückzukehren. Dort angekommen erkennt sie, wo sie in Wahrheit hingehört. Sydney findet schnell einen Job in dem kleinen ortsansässigen Krankenhaus. Dort behandelt sie Menschen, die nicht die Möglichkeit haben, ihre Krankenversicherung selber zu zahlen. Sydneys Hilfe und Beistand wird von der ganzen Familie gnadenlos in Anspruch genommen. Schnell bemerkt sie, dass plötzlich alles auf ihren Schultern lastet. Syd ist auf der einen Seite eine starke Frau, auf der anderen Seite jedoch sehr verletzbar. Sie steckt so viel Energie in die Probleme anderer, dass sie ihre eigene Situation gar nicht mehr realisiert. Nach dem Tod ihrer Mutter ist sie für alle Familienmitglieder eine große Stütze.

### Joanie Hansen
Joanie ist Sydneys jüngere Schwester. Der einzige Grund für ihre bevorstehende Hochzeit ist ihre Schwangerschaft. Doch als die Trauung platzt, entscheidet sie sich, ihre Tochter allein aufzuziehen. Tagsüber arbeitet sie in der "Barkery", einem Laden, in dem sie Backwaren für Hunde verkauft. Zu ihrer großen Schwester Sydney hat Joanie ein zwiespältiges Verhältnis. Auf der einen Seite himmelt sie Sydney an, auf der anderen Seite fühlt sie sich oft benachteiligt und nicht genug von ihr beachtet. Allerdings realisiert sie nicht, dass sie von Syd mindestens genauso geliebt und bewundert wird wie umgekehrt. Joanie ist sensibel, verletzlich und voller Emotionen. Sie hört öfter auf ihr Herz als auf ihren Verstand, was ihr so manches Mal zum Verhängnis wird.

### Robbie Hansen
Sydneys kleiner Bruder ist ein Draufgänger. Er weiß, wie man schnell zu Geld kommt. In der Regel sieht man ihn mit schönen Frauen an seiner Seite. Er ist verschlagen, abenteuerlustig und ein Schuft, wie er im Buche steht. Doch tief im Inneren ist Robbie ein gutherziger Kerl. Man kann sich meistens auf ihn verlassen.

### Lynda Hansen
Lynda steckt bis über beide Ohren in den Hochzeitsvorbereitungen ihrer Tochter Joanie, doch als die Trauzeremonie schließlich beginnt, stirbt sie in der Kirche an einem Herzanfall. Für alle Familienmitglieder ist dies ein großer Schock. Wenn es allerdings droht, zu chaotisch zu werden, taucht sie immer wieder in Sydneys Träumen auf. Denn Lynda lässt es sich auch im Jenseits nicht nehmen, sich in alle Familienangelegenheiten einzumischen und unverblümt ihre Meinung zu sagen – zynisch und brüsk, wie es sich eben für eine "Hansen" gehört.

### Jim Hansen
Sydneys Vater ist ein ruhiger, gutherziger Mann. Seine Arbeit als Tierarzt macht ihm sehr viel Spaß, hat er doch seine ganz spezielle Art, mit Tieren umzugehen. Wenn man mit ihm über seinen Beruf redet, kommt er voll und ganz aus sich heraus. Die Menschen, insbesondere seine Familie, stellen für ihn oft ein großes Rätsel dar. Nach dem Tod seiner Ehefrau Lynda ändert sich das Verhältnis zu seinen drei erwachsenen Kindern schlagartig. Zunächst zieht sich Jim ganz zurück. Doch im Laufe der Zeit kommt er langsam aus seinem Schneckenhaus hervor und findet seine Lebensfreude wieder.